# Kasteel Ruhrort
Das Kasteel Ruhrort (teilweise Kastell geschrieben), auch als Schloss oder Haus Ruhrort bezeichnet, war eine Burganlage der ehemals eigenständigen Stadt Ruhrort, die heute zu Duisburg gehört. Die 1380 fertiggestellte Zollburg wurde im 17. Jahrhundert nach Einstellung der wehrtechnischen Nutzung größtenteils geschleift und ist heute ein Bodendenkmal.

## Geschichte
Das Kasteel wurde von Graf Engelbert III. von der Mark zwischen 1373 und 1380 als festes Haus in Form einer Kastellburg am Rhein an der Mündung zur Ruhr für die Zollerhebung und den Schutz der Zoll- und Gerichtsstätte erbaut. Es wird am 28. Februar 1379 in einer Urkunde unter dem Namen „Ruhrort“ (frühere Namen Roerort, Rureort oder Rureoyrt) erstmals erwähnt. Mit dem Bau dieses Hauses Ruhrort wurde die seit 1371 östlich entstandene Siedlung befestigt.
1636 wurde die Schleifung des Kasteels von Kurfürst Georg Wilhelm von Brandenburg beschlossen, da es wehrtechnisch nutzlos geworden war und sowohl feindliche als auch befreundete Mächte die Burg zum Schaden der Bevölkerung nutzten. Es blieben zwei Türme erhalten, von denen einer durch die Fluten der Ruhr zerstört wurde. Der zweite wurde später als Kohlenmagazin genutzt, um ihn herum entstand ein Lagerplatz für Kohlen. Während der ersten Stadterweiterung Ruhrorts von 1754 bis 1756 wurde auch dieser Turm abgetragen.
Ende des 20. Jahrhunderts wurden geringe Reste des Gewölbes des Kasteels in Kellern von Ruhrorter Häusern entdeckt. Am 3. Juli 1991 wurde es als Bodendenkmal in die Denkmalliste der Stadt Duisburg unter der Nummer 27 eingetragen. Heute erinnert nur noch die Kasteelstraße mit einer kleinen Informationstafel an die abgegangene Burg.